# Római vakáció
A Római vakáció (eredeti cím: Roman Holiday) 1953-ban bemutatott fekete-fehér, romantikus amerikai–olasz koprodukcióban készült film William Wyler rendezésében. Ez volt Audrey Hepburn első filmes főszerepe.

## Történet
Anna hercegnő hosszú és fárasztó európai protokolláris körútja során Rómába érkezik. Este az ablakából vidám zenét és emberek nevetését hallja, ezért lefekvéskor idegileg kiborul, elege van a komornája által felsorolt rengeteg formális eseményből és a kötöttségekből (még pizsamát sem vehet fel a hagyományos hálóruhája helyett). Az orvosa nyugtatóinjekciót ad be neki. Anna azonban megszökik, és kóborolni kezd Róma utcáin. Az injekciótól elálmosodik, és egy szökőkút peremén elalszik. Joe Bradley amerikai újságíró egy vesztes kártyapartit otthagyva hazafelé sétál, és észreveszi a lányt, aki majdnem leesik a padról. Eleinte ott akarja hagyni a padon, majd a taxiban, de végül hazaviszi az erősen bódult állapotú nőt, aki alvajáróként követi. A lányt a kényelmetlen heverőre fekteti. Másnap éppen a hercegnővel kéne interjút készítenie, azonban elalszik, és elszalasztja az előre megbeszélt időpontot. Besiet a szerkesztőségbe, ahol eleinte kamuzni kezd, és az „elkészült riportot” foglalja össze a főszerkesztőnek, majd amikor az megmutatja neki az újságokat, hogy a hercegnő beteg, ezért elmaradt a sajtótájékoztató, Joe meglátja a fényképet, és felismeri éjszakai vendégében a hercegnőt. Megegyezik a főszerkesztőjével, hogy 5000 dollárért egy exkluzív, részletes interjút készít Anna hercegnővel, fényképekkel ellátva. Hazarohan a szállására. Anna éppen akkor ébredezik. Joe néhány kérdéssel megbizonyosodik az álmosan válaszolgató lányról, hogy tényleg ő a „megbetegedett” hercegnő. Anna nem emlékszik arra, hogyan került a férfi lakására. Nem fedi fel kilétét, és Joe sem árulja el, hogy tudja, ki ő. Elbúcsúznak, Anna sétára indul a római belvárosban (előtte pénzt kér kölcsön a férfitól), Joe pedig titokban követi őt.
Anna csupa olyan dolgot tesz, ami az átlagemberek számára mindennapos, számára azonban tilos, ismeretlen és ezért izgalmas: cipőt vesz, levágatja a haját, fagylaltot nyal, majd a Spanyol lépcsőnél Joe úgy intézi, hogy „véletlenül” találkozzanak. Megbeszélik, hogy a nap hátralevő részét együtt töltik Anna kívánságai szerint. Kávézgatás során Joe azt füllenti magáról, hogy fertőtlenítőszerek kereskedelmével foglalkozik. Közben odahívja fotóriporter kollégáját, hogy csatlakozzék a társaságukhoz. A kissé nehéz felfogású Irving öngyújtóba épített mini fényképezőgéppel titokban felvételeket készít a lányról. Megnézik a Colosseumot, ami a lány kifejezett kívánsága volt. Motorra ülnek, amit a lány – rövid időre magára hagyva – elindít, és több apró baleset után a rendőrségen kötnek ki. Joe megmutatja amerikai újságíró-igazolványát, Anna pedig azt mondja nekik, hogy jegyesek, ezért elengedik őket. A károsultak is megbocsátanak.
Este táncmulatságba mennek hármasban, amely az Angyalvár közelében, a Tevere egy hajóján van. Anna felhőtlenül táncol, és nagyon boldog. Váratlanul országa titkosrendőrei bekerítik a helyszínt. A fekete öltönyös ügynökök el akarják vinni a lányt, aki Joe segítségéért kiált, így tömegverekedés tör ki. Amikor megérkezik az olasz rendőrség, Annáék a folyóba esve kiúsznak a partra, ahol megcsókolják egymást. Anna elmegy a férfi szállására, hogy megszárítsa a ruháit és a haját, de semmi egyéb nem történik közöttük, csak egy szenvedélyes ölelés. Anna még aznap éjjel „hazamegy”.
Másnap délben sajtótájékoztatót tart a hercegnő. Délelőtt megjelenik a riporternél a lap főszerkesztője, és követeli az exkluzív riportot, amit Joe megtagad. Betoppan Irving is a szenzációs fényképekkel. Joe megakadályozza, hogy a fotós átadja a képeket a főszerkesztőnek. Mindketten elmennek a sajtótájékoztatóra. Anna meglepődik jelenlétükön, de Joe egy feltett kérdéssel jelzi neki, hogy kettejük között barátság alakult ki. Irving átadja Annának a kompromittáló képeket. Joe egy darabig még vár, majd egymagában távozik.

## Szereplők
| Karakter           | Színész           | Magyar hang (1. változat, 1980) | Magyar hang (2. változat, 1997-1998) | Magyar hang (3. változat) |
| ------------------ | ----------------- | ------------------------------- | ------------------------------------ | ------------------------- |
| Joe Bradley        | Gregory Peck      | Sztankay István                 | Kautzky Armand                       | Selmeczi Roland           |
| Ann hercegnő       | Audrey Hepburn    | Farkas Zsuzsa                   | Györgyi Anna                         | Götz Anna                 |
| Irving Radovich    | Eddie Albert      | Mikó István                     | Háda János                           | Kálid Artúr               |
| Mr. Hennessy       | Hartley Power     | Verebes Károly                  | Forgács Gábor                        | Orosz István              |
| Nagykövet          | Harcourt Williams | Surányi Imre                    | Versényi László                      | Versényi László           |
| Vereberg grófnő    | Margaret Rawlings | Schubert Éva                    | Tóth Judit                           | Tóth Judit                |
| Provno tábornok    | Tullio Carminati  | Somogyvári Pál                  | Láng József                          | Szokolay Ottó             |
| Mario Delani       | Paolo Carlini     | Perlaki István                  | Csonka András                        | Csőre Gábor               |
| Giovanni           | Claudio Ermelli   | Komlós András                   | Komlós András                        | Dobránszky Zoltán         |
| Takarítónő         | Paola Borboni     | Báró Anna                       |                                      |                           |
| Taxis              | Alfredo Rizzo     | Gruber Hugó                     | Bede Fazekas Szabolcs                | Mikula Sándor             |
| Titkárnő           | Laura Solari      | Bessenyei Emma                  |                                      |                           |
| Cipőárus           | Gorella Gori      |                                 |                                      |                           |
| Virágárus          | Gildo Bocci       |                                 |                                      | Kardos Gábor              |
| Dr. Bonnachoven    | Heinz Hindrich    | Dobránszky Zoltán               | Papp János                           | Áron László               |
| Ceremóniamester    | John Horne        | Gera Zoltán, Dobránszky Zoltán  | Cs. Németh Lajos                     | Pathó István              |
| Követségi dolgozó  | Andrea Esterhazy  |                                 |                                      |                           |
| Követségi dolgozó  | Ugo De Pascale    |                                 |                                      |                           |
| Követségi dolgozó  | Ugo Ballerini     |                                 |                                      |                           |
| Követségi dolgozó  | Bruno Baschiera   |                                 |                                      |                           |
| Hírolvasó (hangja) | Art Gilmore       | Fülöp Zsigmond                  | Koroknay Géza                        | Tóth G. Zoltán            |

## Háttér

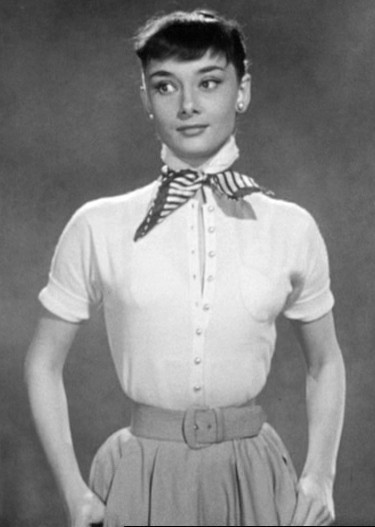
Anna hercegnő civil ruhában és rövid hajjal (Audrey Hepburn)

Dalton Trumbo az 1950-es évek elején Amerika-ellenes tevékenység vádjával előbb feketelistára, majd börtönbe került egy évre. Fogságában írta álnéven a film forgatókönyvét, amiért 50 ezer dollárt kapott. Eredetileg Frank Capra rendezte volna a Római vakációt, de mikor megtudta, hogy Dalton Trumbo írta a könyvet, kilépett a produkcióból.

### Szereposztás
Wyler eredetileg Elizabeth Taylorra vagy Jean Simmonsra gondolt a hercegnő szerepére, de egyikük sem volt elérhető. Így egy ismeretlen színésznőt választott, akit ezzel elindított egy hosszú és sikeres karrier felé. A forgatás alatt elterjedt a híre a filmes szakmában az ismeretlen Audrey Hepburn megjelenésének, sokat beszéltek filigrán alkatáról, hosszú nyakáról, vékony, filigrán testalkatáról.
Wyler Joe Bradley szerepét Cary Grantnek szánta, aki viszont visszautasította az ajánlatot, mivel tudta, hogy a figyelem a filmben a hercegnőre irányul majd. Maga helyett a szerepre Gregory Pecket ajánlotta.
Eddie Albert a fotós szerepéért megváltoztatta a külsejét. Eredetileg kefe haját hosszabbra hagyta, és körszakállat is növesztett magának.

### Helyszín
A Római vakáció forgatásának idején az amerikai mozinézők számára az Egyesült Államokon kívül, idegen országokban való filmezés ritkaságnak számított. Nem véletlen, hogy a film főcímén feltűnik ez a felirat: „Ezt a filmet teljes egészében Olaszországban, Rómában vették fel.”
Szándékosan forgattak fekete-fehérben, hogy a helyszín ne vonja el a nézők figyelmét, hanem Róma képei úgymond beleolvadjanak a történetbe, mintegy a film harmadik főszereplőiként.

## Fogadtatás
A filmkritikusok véleményét összegző Rotten Tomatoes weboldal 98%-ra értékelte 43 vélemény alapján.

## Díjak, jelölések
Oscar-díj (1954)
- díj: legjobb női főszereplő (Audrey Hepburn)
- díj: legjobb jelmeztervezés (Edith Head)
- díj: legjobb eredeti történet (Ian McLellan Hunter és Dalton Trumbo)
- jelölés: legjobb film
- jelölés: legjobb rendező (William Wyler)
- jelölés: legjobb férfi mellékszereplő (Eddie Albert)
- jelölés: legjobb látványtervezés (Hal Pereira & Walter H. Tyler)
- jelölés: legjobb operatőr (Franz Planer & Henri Alekan)
- jelölés: legjobb vágás (Robert Swink)

BAFTA-díj (1954)
- díj: legjobb női főszereplő (Audrey Hepburn)
- jelölés: legjobb film
- jelölés: legjobb férfi főszereplő – (Eddie Albert)
- jelölés: legjobb férfi főszereplő – (Gregory Peck)

Golden Globe-díj (1954)
- díj: legjobb női főszereplő – filmdráma (Audrey Hepburn)

New York-i filmkritikusok díja (1953)
- díj: legjobb női főszereplő (Audrey Hepburn)

Writers Guild of America (1954)
- díj: – legjobb forgatókönyv (Ian McLellan Hunter és John Dighton)

Directors Guild of America (1954)
- jelölés: kiemelkedő mozifilm rendezés (William Wyler)